# Owińska

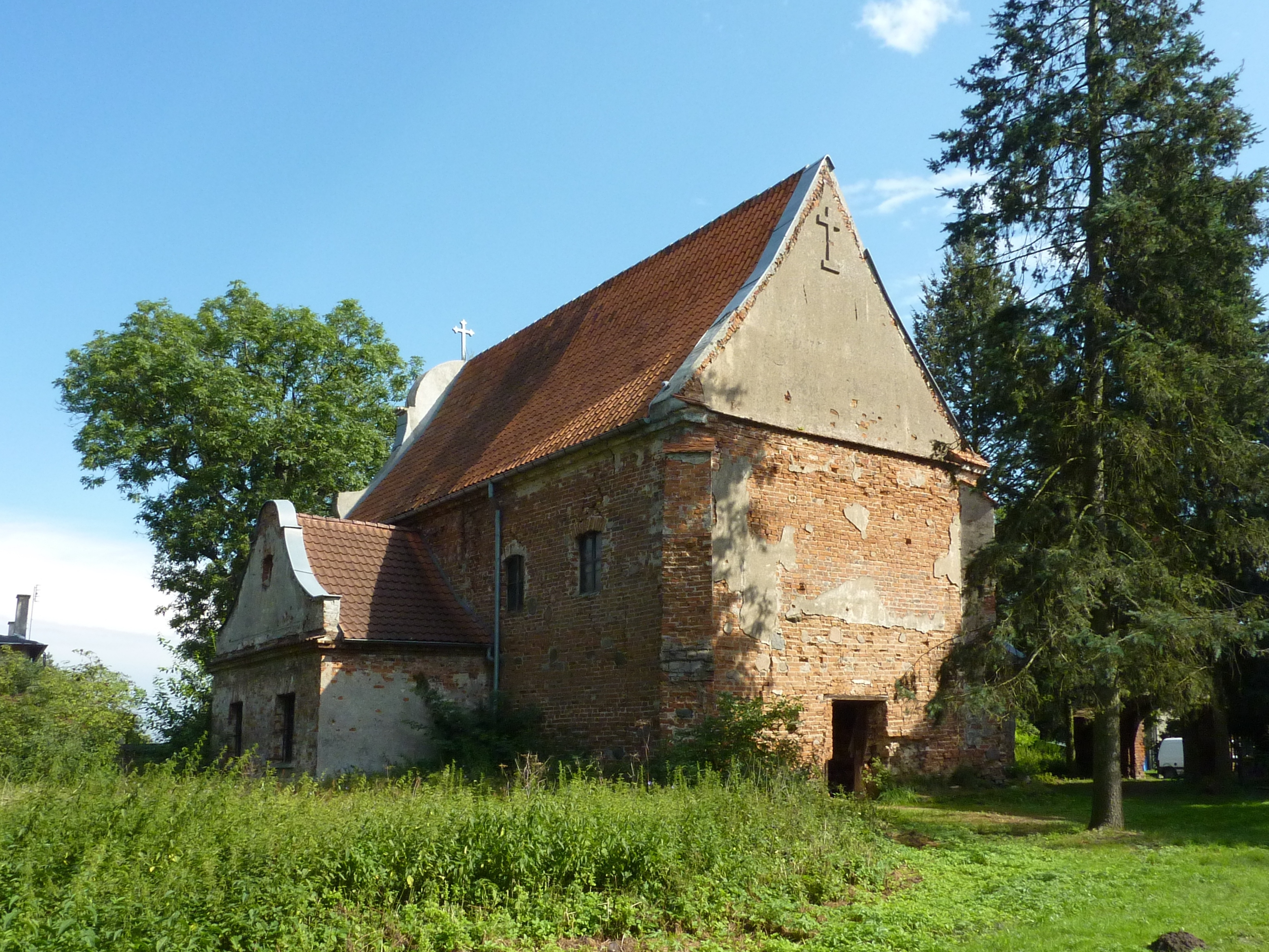
Sankt Nikolai-kyrkan i Owińska.

Owińska är en by i Storpolens vojvodskap i västra Polen. Orten, som är belägen cirka 12 kilometer norr om Poznań, har omkring 2 250 invånare.